# Mistrovství Evropy v ledolezení 2018
Mistrovství Evropy v ledolezení 2018 (anglicky UIAA Ice Climbing European Championships) proběhlo 2.-4. března 2018 v ruském Kirově v ledolezení na obtížnost a rychlost jako závod světového poháru v ledolezení 2018.

## Průběh závodů
Všechny medaile získali ruští závodníci.

### Češi na ME
Bez účasti české reprezentace.

### Výsledky mužů a žen
| obtížnost             | obtížnost               | rychlost               | rychlost                     |
| --------------------- | ----------------------- | ---------------------- | ---------------------------- |
| muži                  | ženy                    | muži                   | ženy                         |
| 1. Nikolaj Kuzovlev   | 1. Marija Tolokoninová  | 1. Nikita Glazyrin     | 1. Valerija Bogdanová        |
| 2. Maxim Tomilov      | 2. Jekatěrina Vlasovová | 2. Anton Sucharev      | 2. Marija Tolokoninová       |
| 3. Alexej Maršalov    | 3. Mariia Edler         | 3. Maxim Vlasov        | 3. Natalja Běljajevová       |
|                       |                         |                        |                              |
| 4. Alexej Tomilov     | 4. Mariam Filippovová   | 4. Aleksander Mochalov | 4. Alena Vlasova             |
| 5. Louna Ladevant     | 5. Naděžda Galljamovová | 5. Nikolaj Kuzovlev    | 5. Jekatěrina Koščejevová    |
| 6. Alexej Děngin      | 6. Marianne Steen       | 6. Jegor Trapeznikov   | 6. Iulia Filateva            |
| 7. Dmitriy Grebenikov | 7. Mira Alhonsuo        | 7. Vladislav Iurlov    | 7. Ekaterina Glazunova       |
| 8. Kevin Huser        | 8. Laura Von Allmen     | 8. Leonid Malych       | 8. Irina Dubovtseva          |
| 9. Ilia Kurochkin     | 9. Valerija Bogdanová   | 9. Vladimir Kartašev   | 9. Naděžda Galljamovová      |
| 10. Fedor Prazdnikov  | 10. Sina Goetz          | 10. Ivan Spicyn        | 10. Jekatěrina Feoktistovová |
| 4 finalistů           | 6 finalistek            | 7/4 finalisté          | 8/4 finalistky               |
| 13 semifinalistů      | 16 semifinalistek       | 14 semifinalistů       | 15 semifinalistek            |
| 31 mužů               | 24 žen                  | 28 mužů                | 21 žen                       |

### Hodnocení týmů
| Pořadí | Celkem     | Celkem | Obtížnost | Obtížnost | Rychlost | Rychlost |
| ------ | ---------- | ------ | --------- | --------- | -------- | -------- |
| Pořadí | země       | body   | muži      | ženy      | muži     | ženy     |
| 1.     | Rusko      | 400    | 100       | 100       | 100      | 100      |
| 2.     | Nizozemsko | 265    | 55        | 80        | 65       | 65       |
| 3.     | Finsko     | 247    | 51        | 65        | 51       | 80       |
| 4.     | Švýcarsko  | 175    | 65        | 55        | 55       | 0        |
| 5.     | Francie    | 160    | 80        | 0         | 80       | 0        |
| 6.     | Polsko     | 145    | 43        | 47        | 0        | 55       |
| 7.     | Švédsko    | 87     | 40        | 0         | 47       | 0        |
| 8.     | Ukrajina   | 51     | 0         | 51        | 0        | 0        |
| 9.     | Norsko     | 47     | 47        | 0         | 0        | 0        |
| 10.    | Irsko      | 43     | 0         | 43        | 0        | 0        |
| celkem |            |        |           |           |          |          |

1. Rusko: Nikolaj Kuzovlev, Marija Tolokoninová, Valerija Bogdanová, Nikita Glazyrin
2. Nizozemsko: Dennis van Hoek, Marianne van der Steen
3. Finsko: Pauli Salminen, Mira Alhuonso, Veli-matti Laasonen, Enni Bertling